# Erik Blomster

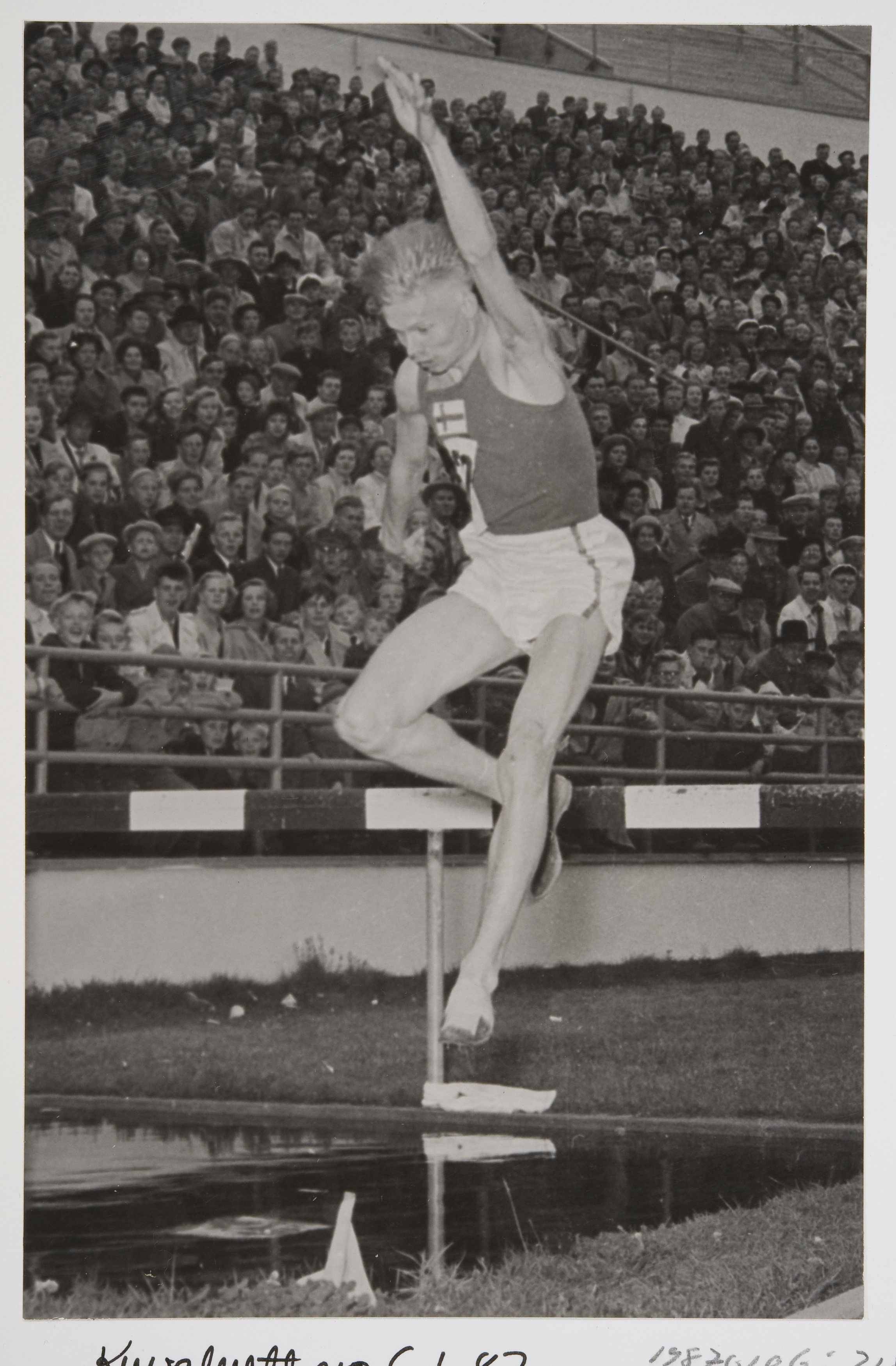
Erik Blomster bei den Europameisterschaften 1950

Erik Blomster (* 8. März 1928) ist ein ehemaliger finnischer Hindernisläufer.
Bei den Europameisterschaften 1950 in Brüssel gewann er über 3000 Meter Hindernis Bronze in 9:08,8 min.
1950 und 1951 wurde er Finnischer Meister. Seine persönliche Bestzeit von 9:04,2 min stellte er am 12. Juli 1953 in Kouvola auf.